# ランボルギーニ・レヴエルト
レヴエルト（Revuelto）は、イタリアの自動車メーカーランボルギーニが製造しているフラッグシップスーパーカーである。アヴェンタドールの後継モデルとして2023年に発表された。開発コードは「LB744」。

## 概要
ランボルギーニは4月4日、「FROM NOW ON (今からすぐに)」という名目で新型ハイブリッドスーパーカー「レヴエルト」を、アメリカで開催されたニューヨークモーターショー2023のプライベートイベントで初公開した。

## メカニズム
空力設計と最先端のシャーシ設計を特長とし、カーボンファイバーのフロント構造とデザイン言語を採用し、エアロスペースの要素を融合させている。モノコックは、従来の製造プロセスよりも遥かに持続可能性の高い鍛造複合材料の中央モノコックを備えた革新的なシャーシを実現し、環境問題に対するブランドイメージを向上させた。インテリアは「Feel Like a Pilot」のコンセプトを採用し、ドライバーとマシンをシームレスに繋ぐデザインを目指した。
新開発のL545 6.5L V12エンジンをリアに搭載し、3基の電気モーターと組み合わせたPHEVパワートレインとなっているが、ランボルギーニは「HPEV (ハイパフォーマンスEV)」と呼称している。モーターのひとつは新開発の8速DCTと一体設計されており、エンジン後方に横向きに搭載される。トランスミッショントンネルには、蓄電容量3.8kWhのリチウムイオンバッテリーを搭載し、これによりアヴェンタドールまで採用していた出力をセンタートンネルに置かれたトランスミッションを介して後輪に伝達する方式が変更され、他のスポーツカーと同じレイアウトになった。
エンジン単体重量は218kgで、アヴェンタドールよりも約17kg軽い。スペックは最高出力825PS/9,250rpm、最大トルク73.9kgm/6,750rpm。エンジンと3基の電気モーターを組み合わせたPHEVシステム全体では1,015hpのパワーを引き出し、0-100km/h加速約2.5秒、最高速350km/h以上のパフォーマンスを発揮する。

### 主な出典
1. ↑  “ランボルギーニの1,015馬力電動スーパーカー『レヴエルト』、米国上陸…ニューヨークモーターショー2023”. レスポンス（Response.jp）. 2023年5月4日閲覧。
2. ↑  newsferrari. “上海モーターショーでランボルギーニの最新ハイブリッドスーパーカー「レヴエルト」がアジア初披露”. www.ferrarilamborghininews.com. 2023年5月4日閲覧。
3. ↑  “ランボルギーニの1015馬力電動スーパーカー『レヴエルト』、米国上陸…ニューヨークモーターショー2023”. レスポンス（Response.jp）. 2023年5月4日閲覧。